# Hemiarius sona
Hemiarius sona és una espècie de peix de la família dels àrids i de l'ordre dels siluriformes.

## Morfologia
- Els mascles poden assolir 92 cm de longitud total.
- Té espines a les aletes dorsal i pectoral que poden infligir ferides doloroses.[2][3]

## Alimentació
Menja principalment invertebrats i peixets.

## Hàbitat
És un peix demersal i de clima tropical.

## Distribució geogràfica
Es troba des del Pakistan fins a Tailàndia, Indonèsia i la Polinèsia, i incloent-hi el delta del riu Mekong.

## Ús comercial
És venut als mercats principalment fresc i en salaó.

## Longevitat
Pot arribar a viure 6 anys.